# Carménère

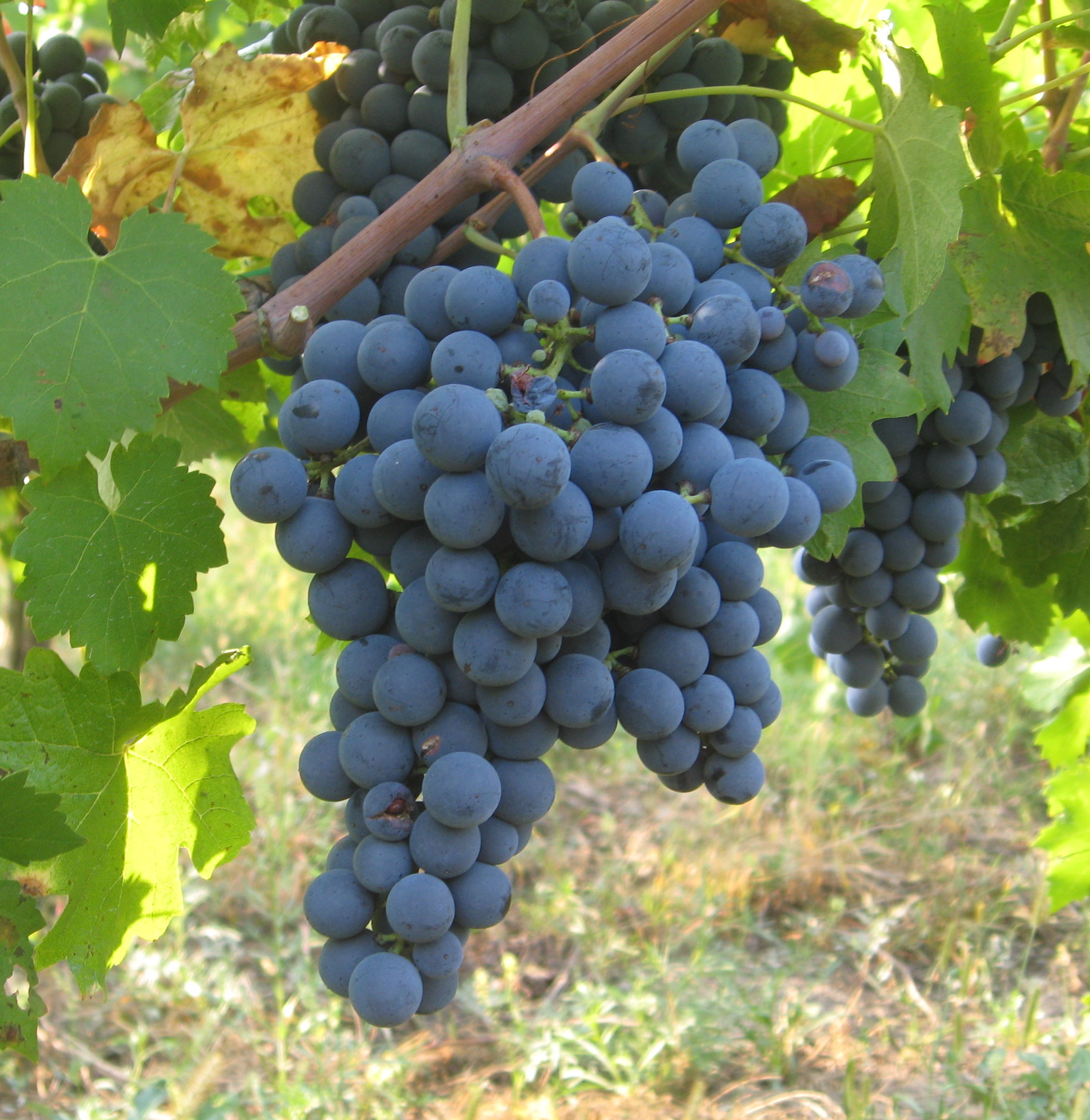
Carménère-druiven

De Carménère is een blauwe, van oorsprong Franse druivensoort, die heden ten dage meer voorkomt in Chili dan in het geboorteland Frankrijk.

## Oorsprong
De druif is een oude variëteit uit de Gironde, waar het voor het eerst in 1783 werd genoemd in het plaatsje Bergerac in de Dordogne-streek onder de naam Carmeynere. DNA-onderzoek heeft uitgewezen dat het een kruising is van de Cabernet Franc en de niet meer verbouwde Gros Cabernet (een kruising tussen Hondarribi Beltza en Fer) uit de Tarn.
De druif wordt erkend als een van de zes soorten voor rode wijn uit de Bordeaux.

## Kenmerken

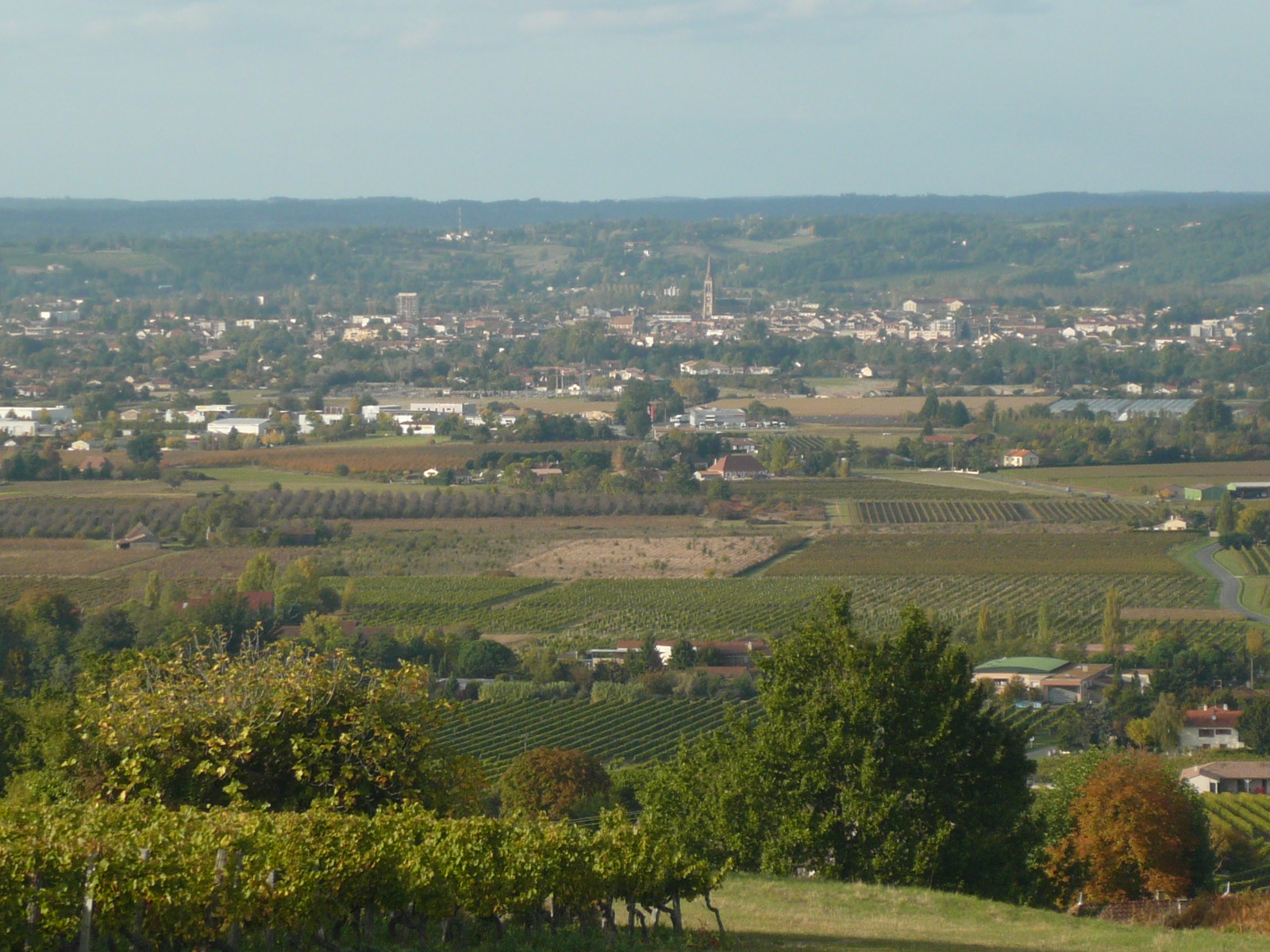
Bergerac - de oorsprong van de Carménèredruif - gezien vanaf het wijnchateau Monbazillac

De Carménèrestruik is een krachtige groeier, die een lage opbrengst genereert van kleine trossen druiven met een diepe blauwe kleur. De druif is gevoelig voor coulure (tijdens de bloei wordt door overvloedige regenval het stuifmeel voor een belangrijk gedeelte weggespoeld waardoor bevruchting achterwege blijft, met als resultaat dat er geen druiven worden gevormd). In Chili rijpt deze druif pas 4 à 5 weken na de Merlot.
De druiven hebben in de verschillende stadia van rijpheid heel verschillende smaken en geuren. De wijnen van onrijp geoogste druiven hebben een sterk paprika- en peperaroma. Als de druiven maar net rijp zijn, zijn tonen van zwarte peper en tomaat waar te nemen. Bij rijpe tot overrijpe druiven voeren duidelijke chocoladetonen en zwart fruit de boventoon, maar dat heeft als nadeel dat de zuurgraad lager wordt.

## Gebieden

### Europa
Aan het begin van de 18e eeuw werd dit ras op grote schaal verbouwd in het zuidwesten van Frankrijk, maar het is vanaf 1870 tijdens de uitbraak van Phylloxera bijna volledig uit dit land verdwenen. Anno 2008 nam de druivensoort 21 hectare Frans land in beslag. In Italië wordt de oppervlakte van het ras gesteld op zo'n 50 hectare in het noordoosten van het land. Naar waarschijnlijkheid is het aandeel groter, aangezien gebleken is dat deze druif veelal wordt verward met de Cabernet Franc. 

### Chili
In 2014 was 84% van de Carménere-wijnen afkomstig uit Chili. Doordat het klimaat er warmer is dan in Europa, is Chili uitermate geschikt om van deze druif kwalitatief goede wijnen te maken. De eerste Carménère-wijnstokken werden rond 1850, tegelijk met Merlot, naar Chili gebracht, in de veronderstelling dat het enkel Merlot betrof. De Franse ampelograaf Claude Valat kaartte als eerste aan dat niet alle Merlot uit Chili daadwerkelijk Merlot was. Het onderlinge verschil tussen de druiven was overigens ook al opgemerkt, onderscheiden als de 'gewone' Merlot en de Merlot Chileno. In 1994 werd de druif geïdentificeerd als Carménère, in 1997 bevestigd met een DNA-analyse. In 1998 erkende de Chileense overheid de Carménère als officiële variëteit die in het land werd verbouwd. In 2006 werd 7.183 hectare van de wijngaarden als Carménère aangemerkt.

### China
In China werd de druif vanaf het einde van de 19e eeuw aangeplant. De wijn is hier voornamelijk bekend onder het synoniem Cabernet Gernischt. In 2011 besloegen de Chinese Carménère-wijngaarden zo'n 1500 hectare, en in 2014 was het land goed voor 14% van de wereldwijde Carménère-productie. De wijnbouw vindt vooral plaats in Jiaodong in de Chinese provincie Shandong.

### Overige gebieden
Ten slotte hebben ook Argentinië, Californië en Canada een kleine aanplant.

## Synoniemen
Voor Carménère worden de volgende synoniemen gebruikt:
- Bordo
- Bouton Blanc
- Caberne Karmener
- Cabernella
- Cabernelle
- Cabernet
- Cabernet Carmenere
- Cabernet Cosmo
- Cabernet Gernicht
- Cabernet Gernischet
- Cabernet Gernischt
- Cabernet Gerniseht
- Cabernet Grande
- Cabernet Grosso
- Cabernet Italico
- Cabernet Shelongzhu
- Carbonet (Medoc)
- Carbouet
- Carmenea
- Carmenegre
- Carmenelle
- Carmeneyre
- Francesa Nera
- Gran Vidyur
- Grand Carmenet
- Grande Vidure
- Grande Vuidure
- Grosse Vidure
- Kaberne
- Kaberne Karmener
- Kabernel
- Karmene
- Karmensel
- Uva Francesca